# Besoça
Besoça (en francès Bezouce) és un municipi francès situat al departament del Gard i a la regió d'Occitània.